# Rogätz
Rogätz é um município da Alemanha, situado no distrito de Börde, no estado de Saxônia-Anhalt. Tem 23,86 km² de área, e sua população em 2019 foi estimada em 2.187 habitantes.